# Банту народи
Банту  је скупина од преко 400 различитих етничких група у субсахарској Африци, од Камеруна до Јужне Африке, уједињени језиком и заједничким обичајима и броји неколико милиона припадника. Постоји неколико стотина банту језика. У зависности од дефиниције „језика“ или „дијалекта“, процењује се да постоји између 440 и 680 различитих језика. Укупан број говорника је у стотинама милиона, у распону од отприлике 350 милиона средином 2010-их (отприлике 30% становништва Африке, или отприлике 5% укупне светске популације). Око 60 милиона говорника (2015), подељених у око 200 етничких или племенских група, налази се само у Демократској Републици Конго.
Већа од појединачних Банту група има популацију од неколико милиона, нпр. народ Руанде и Бурундија (25 милиона), народ Баганде, Уганде (10 милиона од 2019. године), Шона из Зимбабвеа (15 милиона ажурирано према подацима из 2018. године), Зулу из Јужне Африке (12 милиона према подацима из 2005. године), Луба Демократске Републике Конго (7 милиона према подацима из 2010. године), Сукума Танзаније (9 милиона према подацима из 2016. године), Кикују из Кеније (8,1 милиона према подацима из 2019. године), Коса народа јужне Африке (8,1 милиона у 2011. године), или Педи народа из Јужне Африке (5,7 милиона у 2017. години).

## Историја
Реч банту је реконструисан израз који означава множину за људе. Верује се да Банту црнци потичу из данашњег Камеруна и источне Нигерије, који су миграцијама доспели у јужну Африку, за коју се сматра да је била једна од највећих у историји људског рода. Многи антрополози сматрају да је прави резултат, повећање популације и недостатак основних животних намирница, као на пример банана. За језике и дијалекте које користи народ Банту се верује да потичу од реконструисаног протобантског језика којим се говорило пре око 3.000 година. Још по доласку на просторе данашње јужне Африке, поделили су се у две лингвистичке групе: западне и источне Банту црнце. Данас источни Банту црнци живе у Зимбабвеу и Мозамбику, а западни у Анголи, Намибији и северозападној Боцвани.

### Порекло и експанзија
Претпоставља се да банту језици потичу од реконструисаног протобанту језика, за који се процењује да се говорио пре око 4.000 до 3.000 година у западној/централној Африци (подручје данашњег Камеруна). Они су наводно били раширени широм Централне, источне и Јужне Африке у такозваној Банту експанзији, релативно брзој дисеминацији која је трајала отприлике два миленијума и десетине људских генерација током 1. миленијума пре нове ере и 1. миленијума нове ере, Овај концепт је често уоквирен као масовна миграција, али Јан Вансина и други су тврдили да је то заправо било културно ширење, а не кретање било које специфичне популације која би се могла дефинисати као огромна група једноставно на основу заједничких језичких особина.
О географском облику и току ширења Бантуа и даље се расправља. Предложена су два главна сценарија: рано ширење на Централну Африку и једно порекло ширења које зрачи одатле, или рано раздвајање на источни и јужни талас распршивања, са једним таласом који се креће преко басена Конга ка истоку Африке, а други се креће јужно дуж афричке обале и система реке Конго према Анголи. Генетичка анализа показује значајне груписане варијације генетских особина међу говорницима Банту језика по регионима, што указује на мешавину претходних локалних популација.
Према хипотези о миграцији ширења Бантуа, различити народи који говоре Банту су били асимилирани, и/или расељени су многи ранији становници, са само неколико модерних народа као што су групе Пигмеја у Централној Африци, Хаџа народ у северној Танзанији и различите популације Којсанаца широм југа Африка су задржали аутономно постојање у ери европског контакта. Археолошки докази потврђују њихово присуство у областима које су касније заузели говорници Бантуа. Мигранти који говоре банту би такође комуницирали са неким афроазијским групама на југоистоку (углавном кушитским), као и групама које говоре нилотски и централно-судански.
Терминологија говеда која се користи међу релативно малим бројем савремених Банту сточарских група сугерише да је набавка стоке можда била од суседа из централног суданског, кулијачког и кушитског говорног подручја. Лингвистички докази такође указују на то да су обичаји муже стоке такође били директно моделовани из кушитских култура у том подручју. Терминологија говеда у јужноафричким Банту језицима разликује се од оне која се налази међу народима који говоре на северу Бантуа. Једна недавна сугестија је да су се говорници кушитског раније преселили на југ и ступили у интеракцију са најсевернијим говорницима коисана који су од њих набавили стоку, и да су најранији говорници Бантуа добили своју почетну стоку од људи који говоре хве који су утицали на кушитски језик. Према овој хипотези, већа каснија имиграција говорника Банту је потом изместила или асимилирала то најјужније проширење опсега говорника кушитског језика.

### Каснија историја
Између 9. и 15. века, државе које говоре банту почеле су да се појављују у региону Великих језера и у савани јужно од прашума Централне Африке. Краљеви Мономотапа изградили су комплекс Великог Зимбабвеа, цивилизацијског предака народа Шона. Упоредиве локације у јужној Африци укључују Бумбуси у Зимбабвеу и Манјикени у Мозамбику.
Од 12. века па надаље, процеси формирања државе међу Банту народима су се појачавали. Ово је било резултат неколико фактора као што је гушће насељеност (што је довело до специјализованије поделе рада, укључујући војну моћ, док је емиграција постала отежана); технолошки развој у привреди; и нове технике у политичко-духовној ритуализацији краљевства као извор националне снаге и здравља. Примери таквих Банту држава укључују: Краљевство Конго, Краљевство Анзику, Краљевство Ндонго, Краљевство Матамба, Краљевство Куба, Царство Лунда, Царство Луба, Царство Бароце, и низ других
На обалском делу источне Африке, мешовита заједница Бантуа развила се кроз контакт са муслиманским арапским и персијским трговцима, а Занзибар је био важан део трговине робљем у Индијском океану. Свахили култура која је настала из ове размене показује многе арапске и исламске утицаје који се не виде у традиционалној банту култури, као и многе афро-арапске припаднике банту свахили народа. Са својом оригиналном говорном заједницом усредсређеном на обалске делове Занзибара, Кеније и Танзаније – обале која се назива свахилска обала – банту свахилски језик садржи многе арапске позајмљенице као резултат ових интеракција. Банту миграције, и вековима касније трговина робљем у Индијском океану, донели су утицај Бантуа на Мадагаскар, народ Малгаши који оличава мешавину Бантуа и њихових позајмица малгашком језику. У 18. и 19. веку, прилив Занџ робова из југоисточне Африке порастао је са успоном Султаната Занзибар. Са доласком европских колонијалиста, Занзибарски султанат је дошао у директан трговински сукоб и конкуренцију са Португалцима и другим Европљанима дуж свахилске обале, што је на крају довело до пада султаната и краја трговине робљем на свахилској обали средином 20. века.